# Medresa Seldžukija w Sarajewie

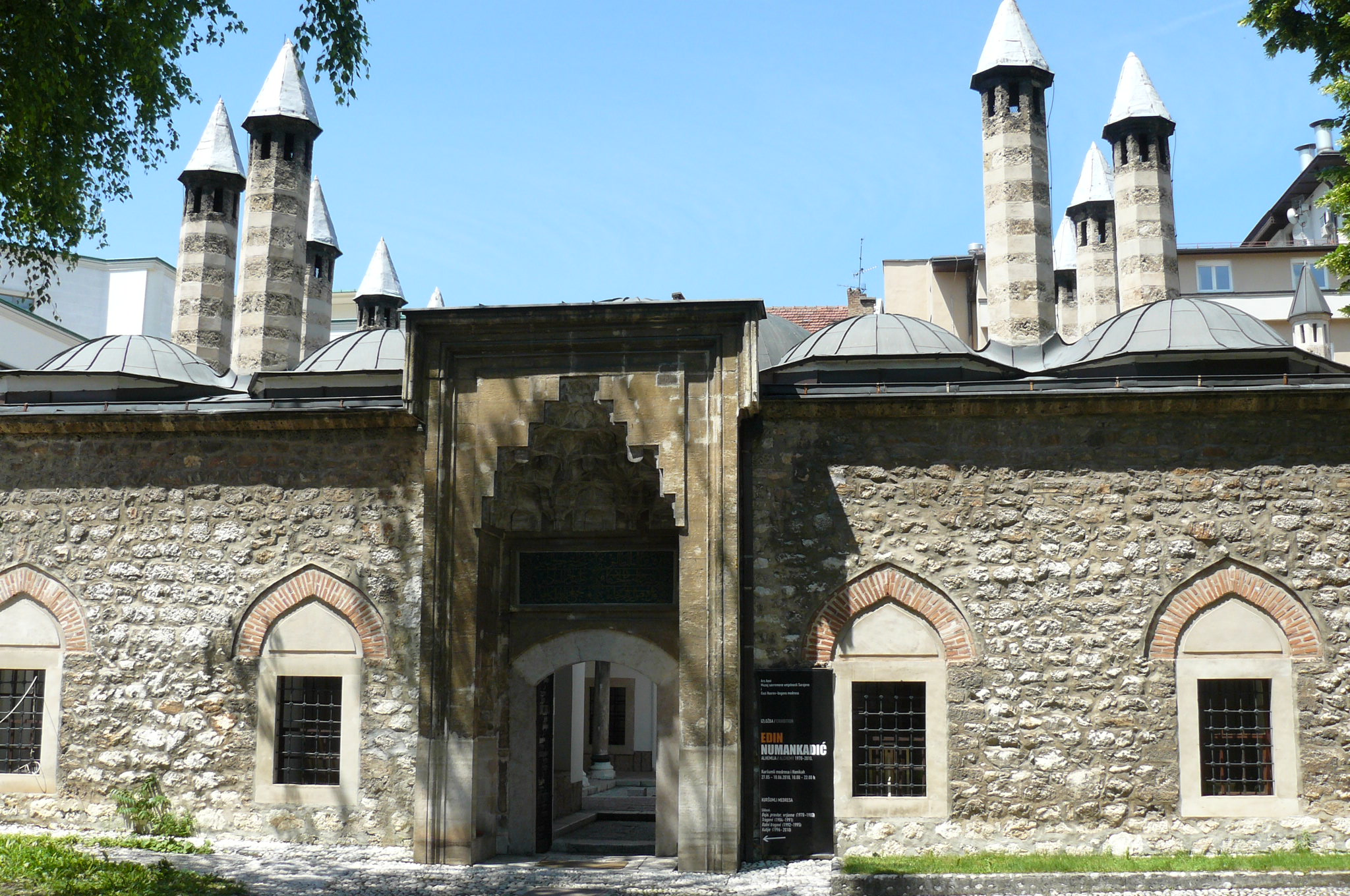
Wejście do medresy

Medresa Seldžukija (czasowo nazywała się Kuršumlija od tureckiego kuršum - ołów, gdyż dach kryty jest płytkami ołowianymi) – zabytkowa muzułmańska szkoła religijna, zlokalizowana na starym mieście w Sarajewie, w pobliżu Baščaršiji, przy ulicy Sarači.
Szkoła założona w 1537 na cześć matki bośniackiego władcy Gazi Husrev-bega. Nauczano w niej podówczas 10 przedmiotów. Zawiera duże atrium i 12 sal wykładowych z kopułami. Sylwetkę szkoły dominują wysokie, spiczaste kominy i prostokątny, kamienny portal wejściowy.
Po drugiej stronie ulicy Sarači znajduje się Begova džamija. 